# Жинетиш
Жинетеш (порт. Ginetes)  —  район (фрегезия) в Португалии,  входит в округ Азорские острова. Расположен на острове Сан-Мигел. Является составной частью муниципалитета  Понта-Делгада. Население составляет 1267 человек на 2001 год. Занимает площадь 12,07 км².
Покровителем района считается Святой Себастьян (порт. São Sebastião).